# لوئیزا (کنتاکی)
لوئیزا (به انگلیسی: Louisa) شهری در ایالت کنتاکی کشور ایالات متحده آمریکا است که جمعیت آن در سرشماری سال ۲۰۱۰ میلادی، ۲٬۴۶۷ نفر بوده‌است.